# 多受経
『多受経』（たじゅきょう、巴: Bahuvedanīya-sutta, バフヴェーダニーヤ・スッタ）とは、パーリ仏典経蔵中部に収録されている第59経。漢訳表現で『多感受経』（たかんじゅきょう）とも。
釈迦が、アーナンダに問われ、様々な数の受（vedanā）について説く。

## 構成

### 登場人物
- 釈迦
- アーナンダ

### 場面設定
ある時、釈迦は、コーサラ国サーヴァッティー（舎衛城）のアナータピンディカ園（祇園精舎）に滞在していた。
そこでアーナンダが、受（vedanā）の数について釈迦に問う。
釈迦は、二受、三受、五受、六受、十八受を説き、更にそれらを超えた四禅、四無色定、涅槃を説く。
比丘たちは歓喜する。

## 日本語訳
- 『南伝大蔵経・経蔵・中部経典2』（第10巻） 大蔵出版
- 『パーリ仏典 中部（マッジマニカーヤ）中分五十経篇I』 片山一良訳 大蔵出版
- 『原始仏典 中部経典2』（第5巻） 中村元監修 春秋社